# Майер, Курт
Курт Майер (нем. Kurt Meier, 6 апреля 1962, Швейцария) — швейцарский бобслеист, разгоняющий, выступавший за сборную Швейцарии в конце 1980-х — середине 1990-х годов. Участник двух зимних Олимпийских игр, золотой медалист Калгари, серебряный призёр Лиллехаммера, чемпион Европы и мира.

## Биография
Курт Майер родился 6 апреля 1962 года, выступать в бобслее на профессиональном уровне начал в середине 1980-х годов и сразу показал неплохие результаты, вследствие чего попал в качестве разгоняющего в национальную команду Швейцарии. В частности, одержал победу на чемпионате мира 1986 года в немецком Кёнигсзее, кроме того, занял первое среди четвёрок место на европейском первенстве. Благодаря череде удачных выступлений в 1988 году был приглашён защищать честь страны на Олимпийские игры в Калгари, где в составе четырёхместного экипажа пилота Эккехарда Фассера завоевал золото.
После небольшого спада, длившегося в течение нескольких лет, вновь Аклин заявил о себе в 1993 году, когда взял золотую награду на чемпионате мира в австрийском Игльсе, а также выиграл второе золото на чемпионате Европы, обе медали в четвёрках. Ездил вместе с пилотом Густавом Ведером на Игры 1994 года в Лиллехаммер, в итоге их четвёрка финишировала второй, и спортсмены удостоились серебряных медалей.
Из-за высокой конкуренции в команде вскоре спортсмен принял решение завершить карьеру профессионального спортсмена, уступив место молодым швейцарским бобслеистам.